# 労働者党 (バハマ)
労働者党（ろうどうしゃとう、英語: Workers' Party）は、かつて存在したバハマの小政党。1982年バハマ総選挙で立候補者を出したが31票しか獲得できず落選した。